# オ・インシオ

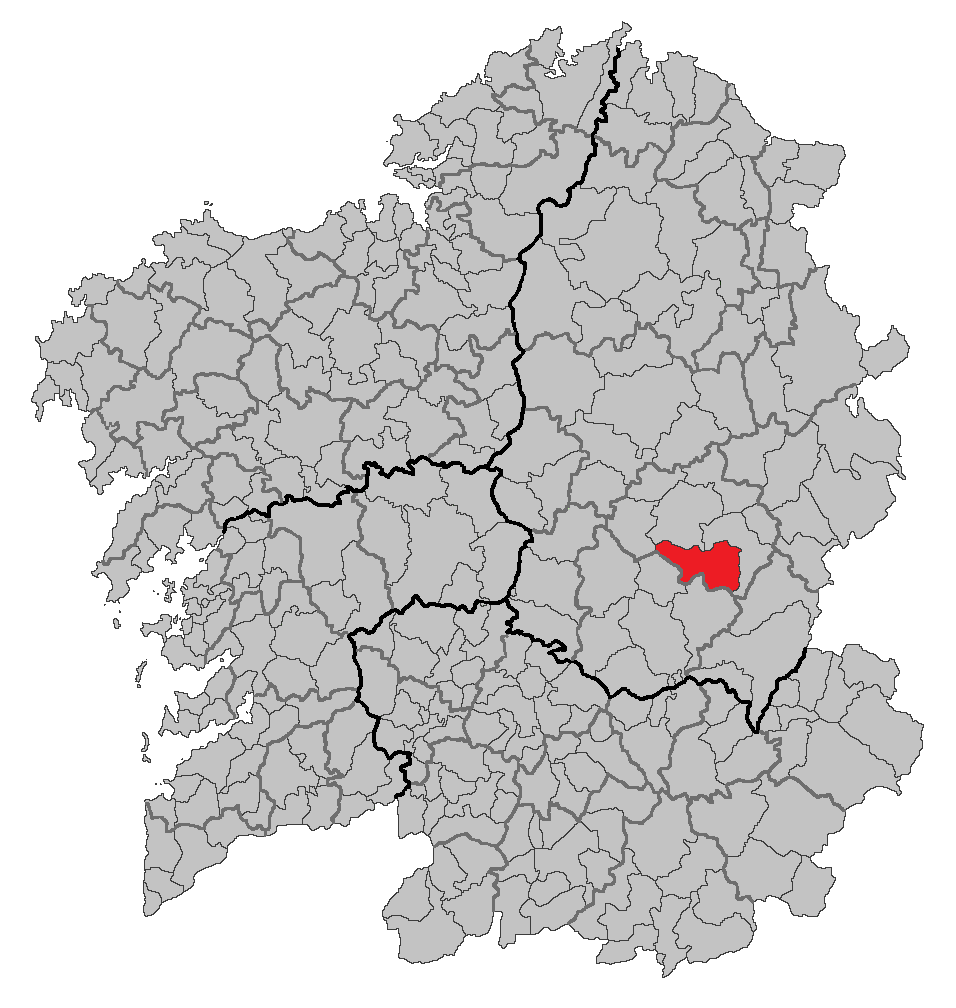

オ・インシオ（O Incio）は、スペイン、ガリシア州、ルーゴ県の自治体、コマルカ・デ・サリアに属す。ガリシア統計局によれば、2010年の人口は2,016人（2009年：2,087人、2006年:2,236人、2005年:2,297人、2004年:2,358人、2003年:2,406人）。カスティーリャ語表記は定冠詞のないIncio。
ガリシア語話者の自治体住民に占める割合は99.54％（2001年）。

## 地理
オ・インシオはルーゴ県の南部に位置し、コマルカ・デ・サリアに属する。北はサリアと、北から東にかけてはサモスと、南がア・ポブラ・ド・ブロジョンとボベダと、西がパラデーラの各自治体と隣接、自治体の中心地区はオ・インシオ教区のア・クルス・ド・インシオ地区。

### 人口
| オ・インシオの人口推移 1900－2010                       |
|                                                         |
| 出典:INE（スペイン国立統計局）1900年 - 1991年、1996年 - |

## 政治
自治体首長はガリシア国民党（PPdeG）のアンヘル・カミーノ・コパ（Ángel Camino Copa）、自治体評議員は、ガリシア国民党：6、ガリシア民族主義ブロック（BNG）：3、ガリシア社会党（PSdeG-PSOE）：2となっている（2007年の自治体選挙の結果、得票順）。

## 教区
オ・インシオは28の教区に分けられる。太字は自治体中心地区のある教区。
- バルダーオス（サン・ショアン）
- カステーロ・デ・ソモーサ（サン・トメ）
- ア・セルベーラ（サン・クリストーボ）
- コベーラ（サン・ペドロ）
- エイレシャルバ（サント・エステーボ）
- フォイレバール（サンタ・マリーア）
- ゴオー（サンタ・マリーア）
- オ・オスピタル（サン・ペドロ・フィス）
- オ・インシオ（サンタ・クルス）
- ライオーサ（サン・マルティーニョ）
- ノセーダ（サン・ショアン）
- パシオス（サンタ・マリーア）
- レボイロ（サンタ・マリーア）
- レンダール（サンタ・マリーア）
- ルビアン・デ・シーマ（サン・ビセンソ）
- サン・ペドロ・ド・インシオ（サン・ペドロ）
- サン・ロマン・ド・マオ（サン・ロマン）
- サン・サルバドール・ド・マオ（サン・サルバドール）
- サンタ・マリーア・ド・マオ（サンタ・マリーア）
- サンタ・マリーニャ・ド・インシオ（サンタ・マリーニャ）
- サンタージャ・デ・バルダーオス（サン・シュリアン）
- シルゲイロス（サン・ショアン）
- トルダーオス（サンティアーゴ）
- トラスカストロ（サンタージャ）
- ビラ・デ・モウロス（サン・ミゲル）
- ビラルショアン（サン・ロウレンソ）
- ビラソウト（サン・マメーデ）
- オ・ビソ（サンタ・クリスティーナ）

## 出身著名人
- ルシーア・ペレス（1985年 - ） - 歌手。ユーロビジョン・ソング・コンテスト2011のスペイン代表に選出された。